# Arbeitsorientierung

Perspektiven der Arbeit

Arbeitsorientierung, auch Arbeitseinstellung genannt, beschreibt die persönliche Sichtweise auf die Arbeit. Sie unterscheidet sich von der betrieblichen Perspektive. Sie wird gemeinhin in eine instrumentelle, in der Arbeit als Mittel zum Zweck gilt und eine inhaltliche, in der Arbeit (auch) einen Lebenswert an sich darstellt, unterschieden. Das Bild „Perspektiven der Arbeit“ zeigt eine Ordnung dieser Arbeitsperspektiven.
Die Arbeitsorientierung ist eine wichtige Voraussetzung für die Art, wie Mitarbeiter auf Arbeitsstrukturierung reagieren. Mitarbeiter mit einer stark instrumentellen Arbeitsorientierung lehnen Arbeitsstrukturierungen oft ab. Eine teure Maßnahme kann deswegen ihren Effekt verlieren oder sogar ins Gegenteil umschlagen. Allerdings wird die Arbeitsorientierung nach längerer Arbeit stark vom individuellen Arbeitserleben bestimmt. Deswegen ist es meist kein hinreichender Grund, auf Arbeitsstrukturierung zu verzichten, nur weil die vorhandenen Mitarbeiter eine stark instrumentelle Arbeitsorientierung haben.
In jüngerer Zeit wird häufiger eine stärkere instrumentelle Arbeitsorientierung beobachtet. Dazu sieht man folgende Ursachen:
- Soziale Sicherheit und Wohlstand in den entwickelten Industrienationen können die Bedeutung der Arbeitstätigkeit als zentrale Lebenswelt auch bei sozialen Gruppen mit traditionell eher inhaltlicher Arbeitsorientierung abgebaut haben[2].
- Zu dem gleichen Effekt kann Arbeitszeitverkürzung beitragen.
- Weiterhin kann unterstellt werden, dass im deutschen Erziehungswesen – und nicht nur im deutschen – in den letzten Jahren zunehmend demokratische Lebenswerte und Verhaltensformen sozialisiert wurden, die in einen deutlicher werdenden Kontrast zur Arbeitswelt, als eine der wenigen gesellschaftlichen Lebenswelten, die sich diesem Prozess weitgehend entzogen hat, treten[3].

## Wissenschaftliche Grundlagen
Die Diskussion nach dem Zusammenhang von Persönlichkeit und Arbeitstätigkeit steht in einem engen Kontext zu den Forschungen zur Arbeits- und Leistungsorientierung. Dass unterschiedliche Formen der Arbeitsorientierung vorliegen und daraus grundsätzlich unterschiedliche Forderungen an die Arbeitsorganisation abzuleiten sind, war bereits von Lewin 1920 formuliert. Aktuell wurde diese Aussage im Gefolge der ersten Jobenrichment-Programme, in denen die gewünschten positiven Auswirkungen keineswegs immer erreicht werden konnten, ein erheblicher Teil der Betroffenen gar ablehnend reagierte. So fanden etwa Turner und Lawrence, dass Arbeitserweiterungen nur bei Arbeitern aus kleinstädtischen Betrieben positiv mit deren Zufriedenheit korreliert war. Hulin und Blood erfuhren, dass Arbeiter mit einem überwiegend instrumentellen Arbeitsverständnis, wie sie es vorwiegend bei städtischen Bewohnern antrafen, Arbeitsanreicherungen eher negativ gegenüberstehen – wie Lewin bereits behauptete.
Die ersten Folgerungen aus diesen Studien bestanden allerdings – ganz im Sinne Taylors – in der Abstimmung der Personalauswahl auf die Arbeitsorganisation. Das bekannteste Modell hierzu stammt von Porter, Lawler und Hackman, in dem sie die Dimensionen Organisationsstruktur (organisch – mechanistisch), Arbeitsorganisation (einfach – bereichert) und Wachstumsbedürfnisse (growth need satisfaction – von Kleinbeck ins Deutsche übersetzt mit: leistungsmotiviert – erfolgsorientiert) empirisch ableiteten und sinnvolle wie nicht sinnvolle Kombinationen ermittelten. In einer nachfolgenden, empirischen Überprüfung der Arbeiten von Porter et al. fanden Pierce, Dunham und Blackburn, dass, abweichend von Porter et al., der Variablen Arbeitsorganisation eine deutlich höhere Bedeutung zukommt als der Organisationsstruktur.
Aus den Ergebnissen dieser Untersuchungen heraus wird die Forderung nach einer differentiellen Arbeitsorganisation begründet.
Individuelle Wachstumsbedürfnisse werden über Arbeitsorientierung zu beruflichen Wachstumsbedürfnissen vermittelt. Eine inhaltliche Arbeitsorientierung kann zwar als Voraussetzung für arbeitsbezogene Wachstumsbedürfnisse gelten, ein instrumenteller Arbeitsbegriff bedeutet jedoch nicht, dass generell keine Wachstumsbedürfnisse vorhanden sind. Für eine gesunde Persönlichkeit werden diese Bedürfnisse als gegeben angenommen. Aus diesem Zusammenhang kann sich die Tatsache begründen, dass auch bei Mitarbeitern mit instrumentellem Arbeitsbegriff ein Orientierungswandel und damit eine Sozialisation zu einem inhaltlichen Arbeitsbegriff bei Arbeitsanreicherungen beobachtet werden kann. Niederfeichtner kommt nach einer Literaturstudie zu dem Ergebnis, dass zunächst zwar Schulbildung, soziale Schicht und berufliche Position die Arbeitsorientierung wesentlich bestimmen, dieser Einfluss zugunsten der tatsächlichen beruflichen Erfahrungen jedoch schnell und deutlich zurückgeht. Auch weitere Studien wie die von Kern und Schumann sowie Kohn und Schooler deuten mit zunehmender Stärke auf den Einfluss der Arbeit selbst hin. Daraus ergibt sich ein Entwicklungsmodell zur Ausbildung von Arbeitsorientierung, wie es das Bild „Entwicklungsmodell Arbeitsorientierung“ darstellt.

Entwicklungsmodell Arbeitsorientierung

In diesem Modell wirken Persönlichkeit und Zugehörigkeit zu sozialen Gruppen zunächst primär auf Art und Umfang der erworbenen Qualifikationen. Diese sind in erster Linie verantwortlich für die ersten beruflichen Erfahrungen, deren Rezeption weiterhin auch durch soziale Herkunft und Persönlichkeit beeinflusst wird.
Arbeitsorientierung und Arbeitserfahrungen verstärken sich in der Folgezeit gegenseitig, die anderen Einflussgrößen treten in ihrer Bedeutung zunehmend zurück. Damit kann in der Regel bei einer Veränderung der Arbeitsorganisation durch geänderte und unter üblichen Umständen nicht erfahrbare Arbeitssituationen auch von nachfolgenden Änderungen der Arbeitsorientierung ausgegangen werden. Zwar kann die vorberufliche Sozialisation sich mitunter auch als dauerhaft stabil erweisen, eine Begründung, deswegen von Arbeitsanreicherungen abzusehen, stellt dies jedoch nicht dar – diese würde sich lediglich aus überforderndem Änderungsumfang ergeben.
Persönlichkeitsförderliche Arbeitsorganisationen bedürfen also einer entsprechenden Rezeption durch die Mitglieder eines so gestalteten Arbeitssystems, die bei den Mitgliedern unterschiedlich und bei jedem einzelnen überdies nicht konstant, also über den Zeitablauf nicht gleich sein werden. Diese Umstände verlangen die Perspektive eines Menschenbildes, das mit Schein als „complex man“ bezeichnet wird. „Das Konzept des ‚complex man‘ postuliert ... , dass
1. Menschen auch in Bezug auf ihre Arbeit vielfältige Bedürfnisse haben und dass
2. deren Hierarchie einem Wandel unterliegt und zu einer bestimmten Zeit nicht für alle Menschen in gleicher Weise gelten muss.“[19].

Für die Arbeitsorganisation ergibt sich, dass sie nicht nur den unterschiedlichen Bedürfnissen der Menschen zu einem Zeitpunkt, sondern auch deren unterschiedlichen Entwicklungsbedürfnissen genügen sollte. Dies ist die Begründung für die Forderung nach einer differentiell dynamischen Arbeitsorganisation. Hierbei ist insbesondere zu beachten, dass ein Auffinden von instrumentellen Arbeitsbegriffen und eine wenn auch temporäre Dominanz der Merkmale aus dem Menschenbild des „economic man“ bei den Mitarbeitern keine Begründung für den Verzicht auf persönlichkeitsförderliche Arbeit darstellt. Da die Tayloristische Arbeitsorganisation derzeit im Allgemeinen den Ausgangspunkt von Arbeitsstrukturierungen bildet, muss das Gewicht auf der Entwicklung der übrigen Merkmale einer differentiellen Arbeitsorganisation liegen.

## Sonstiges
Arbeitseinstellung wird auch für die Arbeitsniederlegung oder den Streik benutzt.